# NGC 6424
NGC 6424 é uma galáxia elíptica (E-S0) localizada na direcção da constelação de Draco. Possui uma declinação de +69° 59' 22" e uma ascensão recta de 17 horas, 36 minutos e 12,0 segundos.
A galáxia NGC 6424 foi descoberta em 5 de Agosto de 1885 por Lewis A. Swift.